# Jaerella armata
Jaerella armata är en kräftdjursart som beskrevs av Richardson1911. Jaerella armata ingår i släktet Jaerella, ordningen gråsuggor och tånglöss, klassen storkräftor, fylumet leddjur och riket djur. Inga underarter finns listade i Catalogue of Life.